# 在世界的中心呼喊愛情
《在世界中心呼喚愛》（日语：／ Sekai no Chūshin de, Ai o Sakebu */?）是片山恭一所著的一部淒美青春戀愛小說。自2004年以來已被改編為漫畫、電影、電視劇、廣播劇及舞台劇。

## 概要
本書於2001年在日本推出，初版8000冊。2002年女演員柴咲幸在月刊《達文西》（ダ・ヴィンチ）上撰寫了「流著眼淚一口氣讀完這本小說。我希望自己的一生也能談一次這樣的戀愛（日语：泣きながら一気に読みました。私もこれからこんな恋愛をしてみたいなって思いました）」的書評，之後出版社將這段文字印上封面，立即引起銷售熱潮，2003年銷量突破了100萬冊。
2004年由東寶制作的電影公開，引爆日本「純愛」風潮，2004年5月7日小說銷量更突破了251萬冊，超越了《挪威的森林》保持17年的銷量紀錄，成為日本史上銷量最佳的小說。之后推出電視劇版，2005年改編為舞台劇。2006年小說文庫版發行。

## 故事簡介
故事敘述一段淒美的青春戀愛記事。主角松本朔太郎在澳洲的旅行途中，回想起與病逝戀人廣瀨亞紀難以忘懷的過去。N年前，朔太郎與同班同學亞紀相戀了。但在相愛的第3年，亞紀卻因血癌一天比一天衰弱。一日，朔太郎來到曾答應亞紀修學旅行去澳大利亞的烏魯魯岩（即艾爾斯岩Ayers Rock，世界上最大的独立岩石——片中所說的），並將亞紀的骨灰撒向天際。
註：17年的時間設定，事實上是電視劇版本的設定，原著小說中並未提及。

## 主要登場人物
- 松本朔太郎：主角。亞紀叫他「小朔」。名字的由來是詩人萩原朔太郎。
- 廣瀨亞紀：小朔高中時代的戀人。因白血病而結束了短暫的17歲生命。亞紀名字的由來是白堊紀（日文：白亞紀）。
- 大木龍之介：小朔、亞紀的同學。名字的由來是小說家芥川龍之介。

## 相關評價
- 電影版和電視劇版突破了小說版的格局，描寫了原作故事中並未觸及的成年后朔太郎的人生。
- 電影版導演行定勳在拍攝本片前一段時間裡，有8位好友相繼逝世，當中包括了與他和岩井俊二合作無間的攝影師篠田昇（2004年6月22日去世），該片亦成為篠田昇的最終遺作。故此導演在本片中，以長大之後34歲的朔太郎觀點，用插敘的手法描繪了過去和現在的故事。其中寫到的朔太郎擺脫亞紀死去的枷鎖，以及運用錄音帶日記、老師告別式和那場雨、兩人共乘機車、兩人在石堤上對話等場景，都是電影版原創的內容，這些內容更為後來的劇集版本所沿用並加以發揮。原作者片山恭一認為電影版正是小說的「答案」，朔太郎在「曾經的至愛」和「未來之愛」中如何抉擇，如何面對自己人生。
- 電視劇版汲取了小說版和電影版的優點，以11集加1集特別版的篇幅深畫出朔太朗與亞紀的感情，使兩人死別的故事更為催淚。同時描寫了主角朔太朗的祖父逝世、龍之介離開眾朋友等涉及親情和友情的故事。

## 電影
2004年5月在日本東寶公映，累计有620萬人次观看，票房收入85億日元，為當年日本電影票房之首。其中，攝影師篠田昇的攝影，種田陽平的美術，行定勳導演的演出等獲得很高的評價。

### 主要人物及演員
- 松本朔太郎：大澤隆夫／森山未來（高中時期）
- 藤村律子（松本朔太郎的未婚妻）：柴咲幸／菅野莉央（少女時期）
- 廣瀨亞紀：長澤雅美（電影版忠於原著小說的『廣瀨亞紀』）
- 照相館老闆重叔叔（重藏）：山崎努
- 朔太郎之上司：天海祐希

### 其他人物及演員
- 大木龍之介：宮藤官九郎／高橋一生（高中時期）
- 強尼：津田寛治／古畑勝隆（高中時期）
- 電台DJ：渡邊美里
- 亞紀的父親：杉本哲太
- 亞紀的母親：長野里美
- 松本綾子（朔太郎的母親）：木内綠
- 朔太郎的姐姐（高中時期）：尾野真千子
- 律子（少女時期）的母親：田中美里
- 國村晴子校長（遺照）：草村禮子／堀北真希（20歲）
- 電影導演：森田芳光
- 蜷川老師：近藤芳正
- 英語教師：丹迪坂野
- 電器行店員：MAKI
- 到照相館拍照的客人：市川新平
- 航空公司駐機場職員：大森南朋
- 播報颱風消息的主播：齋藤哲也、小林麻耶
- 醫院的住院患者：宮﨑将
- 學生委員長：（高中時代坐在松本朔太郎前面的女生）：西原亞希
- 商店街老闆：谷津勲

### 得獎紀錄
- 長澤雅美
  - 第28屆日本電影金像獎 最佳女配角獎·話題獎
  - 第47屆藍絲帶賞 最佳女配角
  - 第29回報知電影賞 最佳女配角
  - 第17回日刊體育電影大獎 新人獎
  - 第29回Élan d'or獎 新人獎
- 森山未來
  - 第28屆日本電影金像獎 新人獎·最佳男配角獎提名
  - 第47屆藍絲帶賞 新人獎
- 第28屆日本電影金像獎
  - 最佳攝影獎 篠田昇
  - 最佳照明獎 中村裕樹
  - 提名：最佳作品獎·最佳導演獎·最佳美術獎·最佳音樂獎·最佳錄音獎·最佳剪輯獎
  - 會長功勞獎

### 主題曲
- 「瞳をとじて」

詞曲：平井堅，編曲：龜田誠治，主唱：平井堅

## 漫畫
- 原作：片山恭一
- 作畫：一井加壽美
- 單行本：2004年4月6日小學館出版、ISBN 4091382738
- 故事主要以電影版為藍本，但改編得更為簡略。比較有驚喜的是最後兩三頁，回到12年後朔太朗的結局橋段（漫畫中為12年後，而非17年後，最後二、三頁某一格朔太朗有說明）。

## 電視劇
2004年7月2日至9月10日於TBS週五連續劇22：00～22：54播映（最后一集延長15分鐘）。全11集。平均收視率15.9%。2004年9月17日播出特別篇。與《現在，很想見你》、《太陽之歌》並列為日本TBS電視台的「純愛三部曲」。
2005年1月3日至1月17日於緯來日本台在台灣首播，但片名則略有修飾，改為《在世界中心呼喊愛》。也是當時唯一日本播畢半年內，即在海外播出的日劇。同年4月29日20:00週一至週五再次播映。2021年2月22日至3月8日期間，則由Waku Waku Japan頻道首次播出HD高畫質版本。但此次播出的巧合之處，在於與劇中情節的兩段時空相同，跟台灣的首次播出亦為間隔了17年。
2005年8月30日起於無線收費電視精選劇集台在香港首播，並於翌年1月在明珠台重播。

### 主要人物
- 松本朔太郎（17） - 男主角，高中二年級生：山田孝之（香港配音: 陳卓智）
- 廣瀨亞紀（17） - 女主角，高中二年級生：綾瀨遙（香港配音: 曾秀清）

### 其他
17年前
- 大木龍之介（17） - 朔太郎、亞紀的同學：田中幸太朗（日语：田中幸太朗）（香港配音: 李致林）
- 中川顯良（17）- 朔太郎、亞紀的同班同學：柄本佑（香港配音: 黃榮璋）
- 上田智世（17）- 日劇版原創角色，朔太郎、亞紀的同班同學：本假屋唯香（香港配音: 何璐怡）
- 松本芙美子（13）- 朔太郎的妹妹：夏帆（香港配音: 林元春）
- 谷田部敏美（35）- 日劇版原創角色，朔太郎、亞紀的班級導師：松下由樹（香港配音: 陸惠玲）
- 松本潤一郎（47）- 朔太郎的父親：高橋克實（香港配音: 陳永信）
- 松本富子（43）- 朔太郎的母親：大島智子（日语：大島智子）
- 松本謙太郎（72）- 朔太郎的祖父：仲代達矢（香港配音: 譚炳文）
- 廣瀨綾子（43）- 亞紀的母親：手塚理美（日语：手塚理美）（香港配音: 黃玉娟）
- 廣瀨真（48）- 亞紀的父親：三浦友和（香港配音: 黃健強）

現在
- 松本朔太郎（34）- 醫師：緒形直人
- 小林明希（34）- 日劇版原創角色，朔太郎的好友，單親媽媽。後與朔太郎結婚：櫻井幸子（日语：櫻井幸子）（香港配音: 謝潔貞）
- 小林一樹 - 日劇版原創角色，明希的兒子：仲條友彪（日语：仲條友彪）（香港配音: 程文意）

### 制作人员
- 編劇：森下佳子
- 導演：堤幸彥、石井康晴（日语：石井康晴）、平川雄一朗
- 製片人：石丸彰彦（日语：石丸彰彦）
- 主題曲：柴咲幸《存在》

### 播放日期、副題及收視率
| 各集   | 播放日     | 中文副題       | 原文標題          | 收視率 |
| ------ | ---------- | -------------- | ----------------- | ------ |
| 第1集  | 2004/07/02 | 恩師的來信     | 恩師からの手紙    | 18.5%  |
| 第2集  | 2004/07/09 | 微妙的距離     | 微妙な距離        | 15.7%  |
| 第3集  | 2004/07/16 | 永遠的離別     | 永遠の別れ        | 15.2%  |
| 第4集  | 2004/07/23 | 最後之日       | 最後の日          | 13.9%  |
| 第5集  | 2004/07/30 | 悄悄接近的影子 | 忍びよる影        | 16.5%  |
| 第6集  | 2004/08/06 | 生命的旅途     | 生への旅路        | 15.0%  |
| 第7集  | 2004/08/13 | 永無止盡之夜   | 明けない夜        | 14.5%  |
| 第8集  | 2004/08/20 | 求婚           | プロポーズ        | 15.4%  |
| 第9集  | 2004/08/27 | 臨終的選擇     | 最期の選択        | 15.9%  |
| 第10集 | 2004/09/03 | 請救救她…      | たすけてください… | 15.2%  |
| 第11集 | 2004/09/10 | 存在           | かたちあるもの    | 19.1%  |
| 特別篇 | 2004/09/17 | 第17年的畢業   | 17年目の卒業      | 15.3%  |

- 收視率為日本關東地區的收視率，由Video Research公司調查

### 得獎紀錄
- 第42回日劇學院賞 最佳作品
- 第42回日劇學院賞 最佳男主角：山田孝之
- 第42回日劇學院賞 最佳女配角：綾瀨遙
- 第42回日劇學院賞 最佳新人：田中幸太朗（日语：田中幸太朗）
- 第42回日劇學院賞 最佳主題曲：柴咲幸《存在》
- 第42回日劇學院賞 最佳編劇：森下佳子
- 第42回日劇學院賞 最佳導演：堤幸彥、石井康晴（日语：石井康晴）、平川雄一朗
- 第42回日劇學院賞 最佳卡司
- 第42回日劇學院賞 最佳片頭：堤幸彥

### 名言摘錄
- 「我在沒有她的世界活了17年。」 --松本朔太郎
- 「這不是因為我傷心，當我從17年前的夢中，回到17年後的現實世界，有段非跨越不可的鴻溝，我無法不流一滴淚，就跨越這條鴻溝。」 --松本朔太郎
- 「我一直在等待著，我一直在沒有你的世界，等待著朔的誕生。」 --廣瀨亞紀
- 「1987年，我無法拯救我唯一深愛的人；1991年，日本骨髓銀行設立。」 --片尾

在1-5集的劇末，均會以黑色背景及以白色文字顯示以下字句：
（譯文：1987年，我無法拯救我唯一深愛的人；1991年，日本骨髓銀行設立。）
在6-10集的劇末，均會以黑色背景及以白色文字顯示以下字句：
（譯文：1987年，對當時的我們來說，能做的實在太少；1991年，日本骨髓銀行設立。）
在最終話的劇末，以黑色背景及以白色文字顯示以下字句：
（譯文：2004年，現在，罹患惡性血液疾病的患者已有機會得救。1991年，日本骨髓銀行設立。）

### 作品的變遷
| 日本 東京廣播公司系列 週五晚間10時   | 日本 東京廣播公司系列 週五晚間10時                | 日本 東京廣播公司系列 週五晚間10時 |
| ------------------------------------ | ------------------------------------------------- | ---------------------------------- |
|                                      | 在世界中心呼喊愛 （2004.7.2 - 2004.9.17）         |                                    |
| HOME DRAMA （2004.4.16 - 2004.6.26） | 3年B組金八先生(第七季) （2004.10.15 - 2005.3.25） |                                    |

| 香港 星期一至五 22:00 - 23:00 | 香港 星期一至五 22:00 - 23:00 | 香港 星期一至五 22:00 - 23:00 |
| ----------------------------- | ----------------------------- | ----------------------------- |
|                               | （2013.11.15 - 2013.11.29）   |                               |
| （2013.10.16 - 2013.11.14）   | （2013.12.02 - 2013.12.16）   |                               |

## 電影與電視劇區別
1. 葬禮
開頭朔太郎參加的葬禮，在電視版是生物老師，而電影版是校長。電影版中校長葬禮時，朔太郎的爺爺在一旁觀看，原因是校長是他的初戀情人，與電視版的安排完全不同。
2. 上田智世
喜歡大木龍之介（開船載男女主角到無人島），是廣瀨亞紀同班同學，在電影中並無此角色，但在電視版戲份頗為吃重。
3. 和尚
電影版內戲份很少（朔太郎返鄉到墓園時兩人巧遇），但是在電視版也是固定班底，一開始僅是高中生，後來剃度繼承家業。
4. 谷田部老師
松本朔太郎34歲返鄉，是因為這位女老師的邀請，但電影版中並非如此，也無此一老師角色。
5. 爺爺
電視版描述他在1987年於睡夢中死亡，但電影版到了2004年仍在世，並已滿頭白髮，在一場大雨中請律子（朔太郎之未婚妻）到自家的照相館裡避雨因而會面。
6. 34歲時朔太郎的女伴
電視版的小林明希是一個帶著小孩的離婚單親媽媽，但電影版中的藤澤律子則仍是妙齡女性（電影版中在朔太郎與亞紀的高中時期時，律子還是小學生）。
7. 電影版廣瀨亞紀的父母親戲份不多
電視版中兩人戲份也更為吃重，廣瀨之父一開始還極為厭惡朔太郎，但到後期逐漸了解他們兩人的相愛，17年後，甚至還鼓勵朔太郎走出傷痛。

## 廣播劇
- 編劇、導演：飯村聖美
- 出版：TOKYO FM出版（2004年7月）
- 松本朔太郎：松田龍平
- 廣瀨亞紀：宮崎葵

## 各國翻譯
小說
- Socrates in Love(Viz Communications, 2005年)，Akemi Wegmuller 譯 ISBN 1421501546 （小説、英語）
- Un cri d'amour au centre du monde (Presses de la Citr, 2006年) Vincent Brochard 訳 ISBN 2258069084 （小説、法文）
- Das Gewicht des Glücks，Thomas Eggenberg 譯 (Goldmann, 2007年) ISBN 3442460618 （小說、德文）
- （時報文化，2004年），楊嵐 譯 ISBN 9571341339 （小說、台灣正體中文）
- ，譯　 ISBN 8990054206 （小說、韓文）
- （青島出版社，2004年3月第一版，2009年1月第二版），林少華 譯 ISBN 7543630508 （小説、中國簡體中文）
- 『在世界中心大聲呼喊：我愛你』（天地圖書有限公司，2004年），林少華 譯 ISBN 9789882018679 （小說、港澳繁體中文）
- 繁體中文翻譯本有兩個，香港普遍認為台灣翻譯本較為優質。

漫畫
- Socrates in Love (Viz Communications, 2005年)，Kazumi Kazui(一井加壽美) 繪 ISBN 1421501996 （漫畫版、英語）
- Cry out for love (Egmont Ehapa, Berlin, 2005年)，Kazumi Kazui(一井加壽美) 繪 ISBN 3770463676 （漫畫版、德文）

## 外部連結
- 『在世界中心呼喊愛』電視劇官方網站（台灣）（页面存档备份，存于）
- 互联网电影数据库（IMDb）上《在世界的中心呼喊愛情》的资料（英文）